# Gasteria carinata
Gasteria carinata är en grästrädsväxtart som först beskrevs av Philip Miller, och fick sitt nu gällande namn av Henri Auguste Duval. Gasteria carinata ingår i släktet Gasteria och familjen grästrädsväxter.

## Underarter
Arten delas in i följande underarter:
- G. c. carinata
- G. c. retusa
- G. c. thunbergii
- G. c. verrucosa

## Bildgalleri

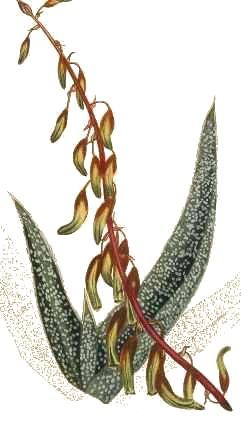
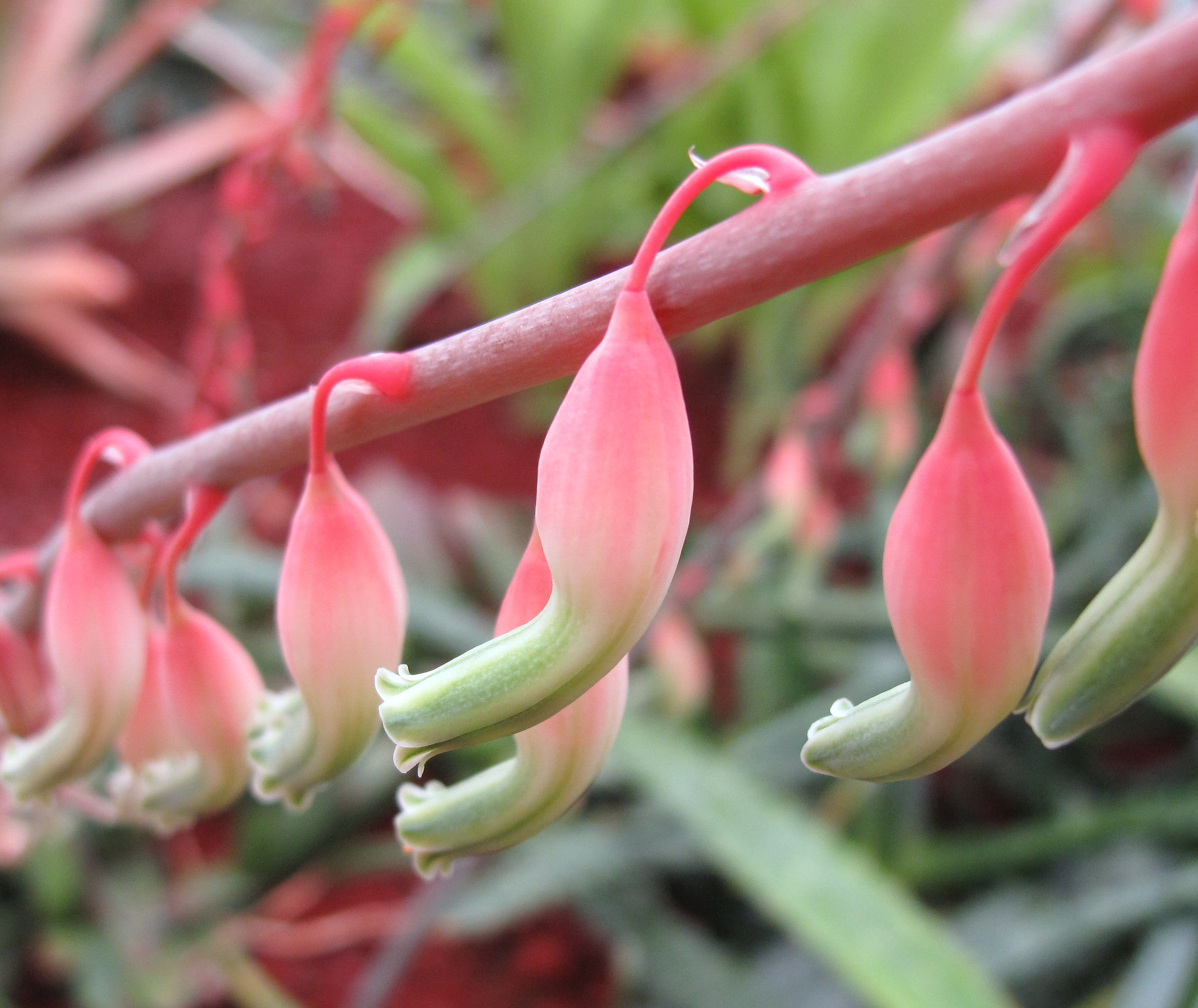
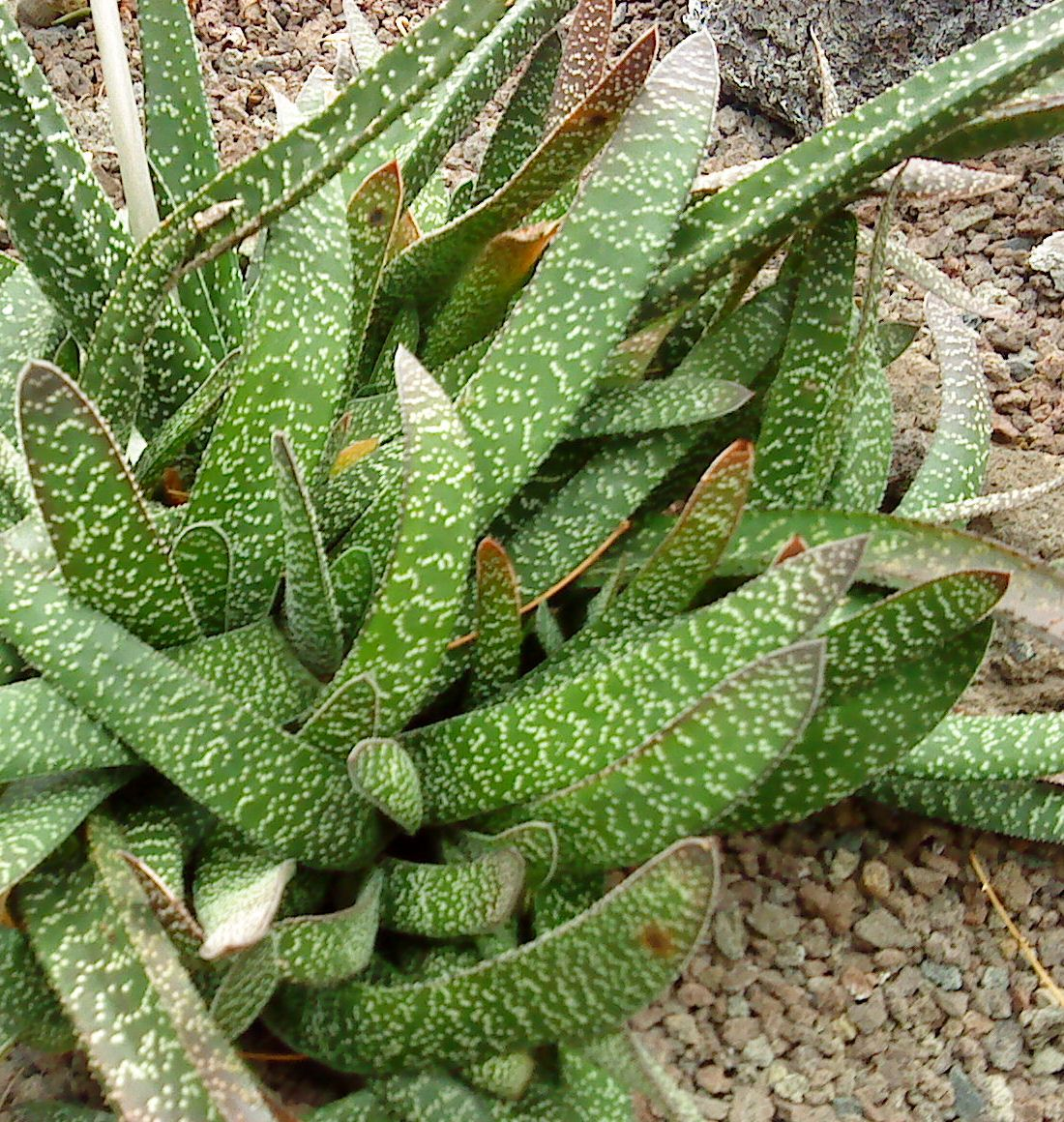
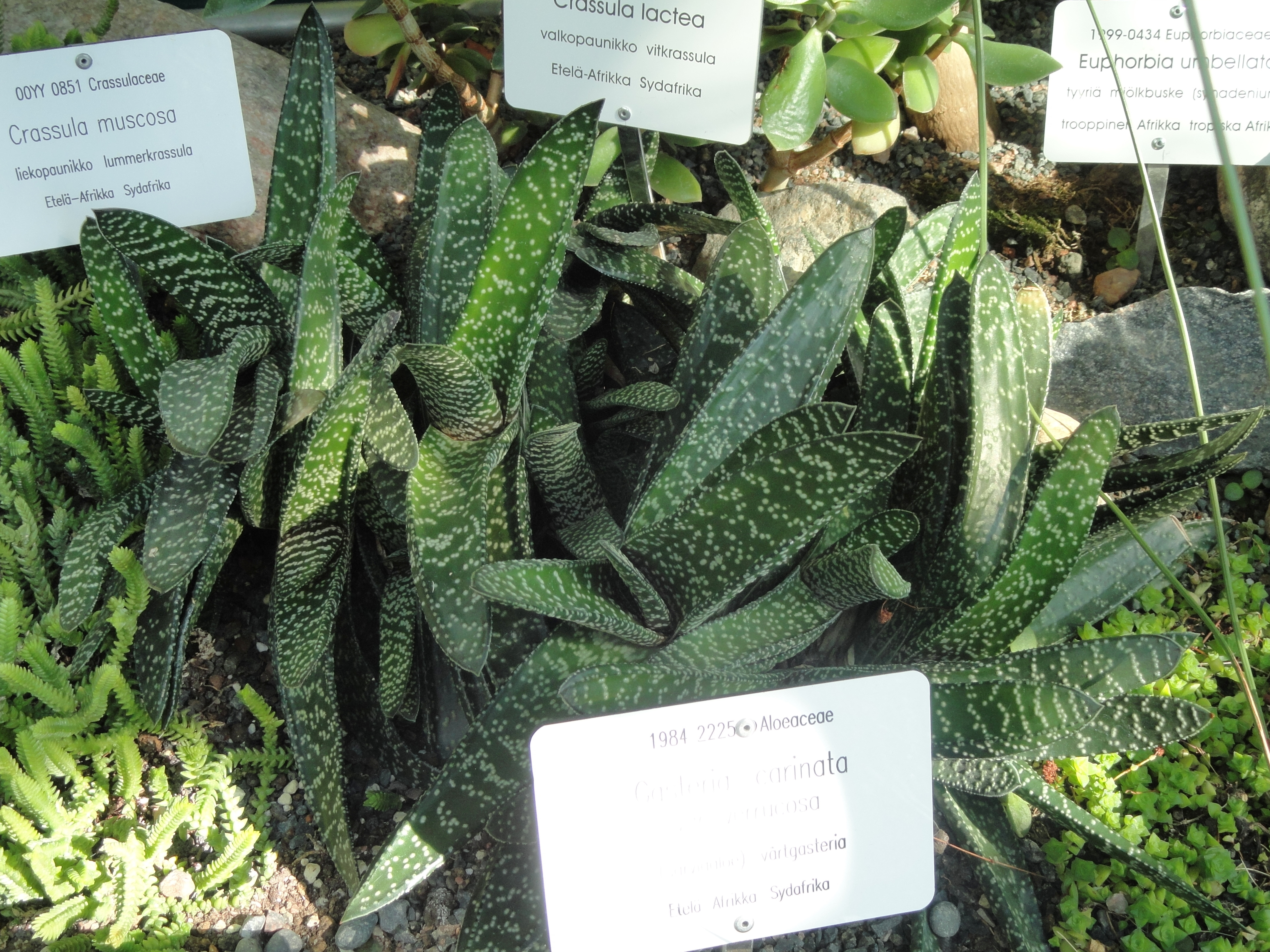